# (100671) 1997 WN57
(100671) 1997 WN57 es un asteroide perteneciente al cinturón de asteroides descubierto el 26 de noviembre de 1997 por el equipo del Uppsala-DLR Trojan Survey desde el Observatorio de La Silla, Chile.

## Designación y nombre
Designado provisionalmente como 1997 WN57.

## Características orbitales
1997 WN57 está situado a una distancia media del Sol de 2,782 ua, pudiendo alejarse hasta 3,714 ua y acercarse hasta 1,851 ua. Su excentricidad es 0,334 y la inclinación orbital 10,49 grados. Emplea 1695,65 días en completar una órbita alrededor del Sol.

## Características físicas
La magnitud absoluta de 1997 WN57 es 15. Tiene 3,024 km de diámetro y su albedo se estima en 0,212. 